# Dhanbad
Dhanbad är en stad i den indiska delstaten Jharkhand och är centralort i ett distrikt med samma namn. Folkmängden uppgick till cirka 1 160 000 invånare vid folkräkningen 2011. Storstadsområdet beräknades ha cirka 1,3 miljoner invånare 2018.